# Patrick Ster
Patrick Ster (Patrick Star in de originele serie) is een fictief figuur uit de animatieserie SpongeBob SquarePants. Hij is bedacht door Stephen Hillenburg en zijn stem wordt in de Engelse versie ingesproken door Bill Fagerbakke. In de Nederlandse versie werd zijn stem tot 2018 vertolkt door Just Meijer en nu wordt zijn stem door Huub Dikstaal vertolkt.

## Biografie
Patrick is een roze zeester met overgewicht (hij weegt 2 ons). Hij heeft zwarte ogen en is 15,2 cm lang. Zijn hobby's zijn kwallen vangen, bellenblazen, kwijlen, eten, slapen en omgaan met SpongeBob.
Hij is de beste vriend van hoofdpersonage SpongeBob. De twee kennen elkaar al sinds hun tijd als baby.
Patrick is verre van intelligent en wordt soms zelfs neergezet alsof hij een mentale achterstand heeft. Hij houdt van het uithalen van gevaarlijke dingen, zoals spelen bij de vishaken en het eten van complete pompoenen. SpongeBob ziet Patrick echter als een genie en vraagt hem dan ook weleens om raad als hij ergens mee zit. Patrick lijkt bovennatuurlijke krachten te hebben, waaronder telekinese en superkracht.
Patrick woont onder een grote steen, twee huizen van SpongeBob vandaan. Zijn buurman is Octo. De indeling van zijn huis verschilt per aflevering. Soms ligt er onder de steen gewoon grond, dan heeft Patrick er weer een hele ruimte onder en af en toe zijn er zelfs verschillende kamers te zien.

## Familie
Patrick is familie van Gerrit, de huisslak van SpongeBob. Ze hebben dezelfde grootouders en zijn dus verwant aan elkaar.